# Пападопулос, Михал
Ми́хал Пападо́пулос (чеш. Michal Papadopulos; род. 14 апреля 1985, Острава) — чешский футболист, нападающий. Бывший игрок сборной Чехии. Завершил карьеру в клубе «Карвина».

## Клубная карьера
Выступал за молодёжные команды «Остравы» и «Баника». В основном составе «Баника» Михал дебютировал в 2002 году. Летом 2003 года перешёл в лондонский «Арсенал», за который провёл только один матч в Кубке Футбольной лиги против клуба «Вулверхэмптон». В 2004 году Пападопулос вернулся в «Баник», с которым в 2005 году стал обладателем Кубка Чехии. В декабре 2005 года Михал переходит в «Байер» из Леверкузена. В 2008 году Пападопулос на правах аренды выступал за «Энерги» из Котбуса. В июле 2008 года вернулся в Чехию, где подписал контракт с клубом «Млада-Болеслав», за который выступал в сезоне 2008/09. 15 июня 2009 года Пападопулос перешёл в нидерландский «Херенвен», за который выступал на протяжении полутора сезонов. 31 января 2011 года Михал перешёл в российский клуб «Жемчужина-Сочи», подписав контракт до конца 2014 года. За новый клуб Пападопулос дебютировал 4 апреля в выездном матче против «Урала», и забил гол с пенальти, который в итоге оказался победным. В августе 2011 года подписал четырехлетнее соглашение с клубом «Ростов».

## Международная карьера
В сборной Чехии Пападопулос дебютировал 20 августа 2008 года в товарищеском матче со сборной Англии.
| № | Дата            | Соперник          | Счёт | Голы Пападопулоса | Соревнование                                    |
| 1 | 20 августа 2008 | Англия            | 2:2  | −                 | Товарищеский матч                               |
| 2 | 10 октября 2009 | Польша            | 2:0  | -                 | Отборочный матч чемпионата мира по футболу 2010 |
| 3 | 14 октября 2009 | Северная Ирландия | 0:0  | -                 | Отборочный матч чемпионата мира по футболу 2010 |
| 4 | 15 ноября 2009  | ОАЭ               | 0:0  | -                 | Товарищеский матч                               |
| 5 | 18 ноября 2009  | Азербайджан       | 0:2  | -                 | Товарищеский матч                               |
| 6 | 3 марта 2010    | Шотландия         | 0:1  | -                 | Товарищеский матч                               |

Итого: 6 матчей / 0 голов; 1 победа, 3 ничьи, 2 поражения.

## Достижения
«Баник» Острава
- Обладатель Кубка Чехии: 2004/05